# Cataglyphis cana
Cataglyphis cana é uma espécie de inseto do gênero Cataglyphis, pertencente à família Formicidae.